# Клайнзауберниц
Клайнзауберниц или Зу́борничка (нем. Kleinsaubernitz; в.-луж. Zubornička) — деревня в Верхней Лужице, Германия. Входит в состав коммуны Мальшвиц района Баутцен в земле Саксония. Подчиняется административному округу Дрезден.

## География
Находится около южного берега озера Ольбазе северо-восточнее Мальшвица. В деревне соединяются автомобильные дороги S 110 и S 109.
Соседние населённые пункты: на северо-востоке — деревня Дубо коммуны Хоэндубрау, на востоке — деревня Вукранчицы коммуны Хоэндубрау, на юге — деревня Дубравка, на западе — деревня Гучина и на северо-западе за озером Ольбазе — деревня Строжа.

## История
Впервые упоминается в 1419 году под наименованием Zaubernicz parva.
До 1994 года была центром одноимённой коммуны. С 1994 года входит в состав современной коммуны Мальшвиц.
В настоящее время деревня входит в состав культурно-территориальной автономии «Лужицкая поселенческая область», на территории которой действуют законодательные акты земель Саксонии и Бранденбурга, содействующие сохранению лужицких языков и культуры лужичан.
Исторические немецкие наименования
- Zaubernicz parva, 1419
- Sawbernicz, 1490
- Cleyne Sawbernicz, 1504
- Kleinsaubernitz, 1658
- Klein Sauberniz, 1791

## Население
Официальным языком в населённом пункте, помимо немецкого, является также верхнелужицкий язык.
Согласно статистическому сочинению «Dodawki k statisticy a etnografiji łužickich Serbow» Арношта Муки в 1884 году в деревне проживало 238 человек (из них — 212 серболужичан (89 %)).
Лужицкий демограф Арношт Черник в своём сочинении «Die Entwicklung der sorbischen Bevölkerung» указывает, что в 1956 году при общей численности в 928 человек серболужицкое население деревни составляло 31,8 % (из них верхнелужицким языком владело 255 взрослых и 40 несовершеннолетних).
| 1834 | 1871 | 1890 | 1910 | 1925 | 1939 | 1946 | 1950 | 1964 | 1990 | 2011 |
| ---- | ---- | ---- | ---- | ---- | ---- | ---- | ---- | ---- | ---- | ---- |
| 160  | 245  | 168  | 342  | 598  | 569  | 566  | 961  | 819  | 642  | 338  |